# Шестаков, Всеволод Михайлович
Все́волод Миха́йлович Шестако́в (15 июля 1927, Москва — 29 апреля 2011, Москва) — советский и российский гидрогеолог, доктор технических наук (1963), заведующий кафедрой гидрогеологии геологического факультета МГУ им. М. В. Ломоносова (1972—1988), почётный геолог СССР (1987), заслуженный профессор МГУ (1997). Актёр театра и кино.

## Биография
Родился 15 июля 1927 года в Москве в семье служащего. В 1944 году, после окончания средней школы, поступил в Московский горный институт, затем перешёл в Московский инженерно-строительный институт, который окончил с отличием в 1949 г.
После окончания института был направлен на работу во ВНИИ ВОДГЕО, где начал работать в должности младшего научного сотрудника, затем поступил в аспирантуру этого же института.
В этом институте в 1950-е года сложился сильный коллектив специалистов в области теории фильтрации и инженерной гидрогеологии (достаточно упомянуть имена H.H. Биндемана, Н. Н. Веригина, М. П. Семенова, С. К. Абрамова, В. М. Гаврилко и более молодых коллег В. М. Шестакова: Ф. М. Бочевера, А.Е Орадовской, В. С. Алексеева, Б. С. Шержукова). Как считал В. М. Шестаков, его старшие товарищи по лаборатории были «коллективным руководителем» его кандидатской диссертации.
В 1953 году защитил кандидатскую диссертацию на тему «Исследования фильтрации земляных плотин», и в 1955 году занял должность старшего научного сотрудника.
Итогом более чем десятилетней работы в институте ВНИИВОДГЕО стала докторская диссертация В. М. Шестакова «Теоретические основы оценки подпора, водопонижения и дренажа», защищённая в 1963 г. во ВНИИГ им. Б.Е.Веденеева в Ленинграде, когда В. М. Шестаков уже работал в МГУ (в 1960 г. избран по конкурсу на должность доцента кафедры гидрогеологии геологического факультета МГУ).
Во ВНИИВОДГЕО В. М. Шестаков начал заниматься вопросами миграции загрязнения в подземных водах. Начало этих работ было связано с созданием в этом институте специальной группы по оценке загрязнения подземных вод радиоактивными отходами. По-видимому, это была одна из первых в мире научных групп, которая систематически занялась теоретическим анализом моделей миграции загрязнения подземных вод.
В 1965 году перешёл на работу во Всесоюзный институт гидрогеологии и инженерной геологии (ВСЕГИНГЕО) на должность зам. директора по научной работе, продолжая работать в МГУ по совместительству, а в 1967 г. возвратился на основную работу на кафедру гидрогеологии на должность профессора.
С 1967 года имел учёное звание профессор по кафедре Гидрогеологии.
В 1972—1988 годах заведовал кафедрой гидрогеологии геологического факультета МГУ.
Скончался 29 апреля 2011 года в Москве, был похоронен на Новодевичьем кладбище, Участок 3, ряд 62, место 288.

## Семья
Отец — Михаил Николаевич Шестаков (1900—1948), начальник водопроводно-канализационного хозяйства Москвы.
Мать — Янина Адольфовна Шестакова (1902—1994), учительница русского языка и литературы.
Первая супруга (1956—1974) — И́я Серге́евна Са́ввина (2 марта 1936, Воронеж — 27 августа 2011, Москва) — советская и российская актриса театра и кино; народная артистка СССР (1990), лауреат Государственной премии СССР (1983) и Государственной премии РСФСР им. братьев Васильевых (1990).
- Сын — Сергей Всеволодович Шестаков (27 марта 1957, Москва — 22 октября 2021, Москва) родился с синдромом Дауна, владел английским языком, играл на пианино, прекрасно рисовал, читал стихи. В школе хорошо учился, поступил в университет и работал переводчиком. Умер осенью 2021 года, прах захоронен в Москве на Новодевичьем кладбище рядом с матерью.

Вторая супруга — Лесма Яновна Чадарайн (Чадарайнис) (1925—1994), балерина Большого театра.
- Пасынок — Андрей Юрьевич Кондратов (род. 1946), солист балета Большого театра, заслуженный артист РСФСР

## Научная и педагогическая деятельность
Основные теоретические результаты:
- Разработка современных представлений Гидрогеодинамики. — ввёл много новых терминов, наименований и понятий (эффективная пористость, уровнепроводность, эквивалентная длина планового фильтрационного потока, коэффициент перетекания, геофильтрация, геомиграция, функция Гиринского). Предложил наименования схем строения плановых потоков: схема Дюпюи, схема Гиринского, схема двухслойного пласта и другие; дал сущностное толкование понятий напорного и безнапорного водоносных горизонтов по характеру проявления процесса водоотдачи: в первом случае — упругой, во втором — гравитационной, ввёл модельный эксперимент применительно к решению геофильтрационных задач, а также понятие эпигнозное моделирование и разработал методику такого моделирования. В. М. Шестаковым создано учение о геофильтрационной схематизации, являющейся важнейшим этапом перехода от объекта гидрогеологических исследований к его математический модели. Процесс формирования геофильтрационной модели при этом расчленяется на 4 основных этапа: «время», «пространство», «границы», «параметры» на каждом из которых исследователь может использовать стандартные приёмы, что, однако, не только не исключает, но всегда требует творческого подхода. При этом натурный, природный объект — геофильтрационный поток подземных вод — «не теряется» в математической модели, а становится яснее, «нагляднее», что чрезвычайно важно для правильного понимания результатов моделирования.
- Разработка методов геофильтрационных расчётов: обоснование учёта геологической неоднородности путём введения расчётных схем плановой фильтрации (схема Дюпюи, Гиринского, двухслойного пласта) и применение для этих схем унифицированных методов аналитических расчётов; разработка методов локальных фильтрационных сопротивлений для расчётов потоков вблизи водотоков (введение параметра ΔL), каналов, горизонтальных дрен и систем комбинированного дренажа; разработка методики аналогового моделирования для геофильтрационных расчётов и её последующее развитие для численного моделирования геофильтрации. В 60-е гг., когда серьёзная аналоговая техника была недоступна для широкого пользователя, В. М. Шестаков предложил ряд теоретически обоснованных приёмов моделирования сложных гидрогеологических условий на самых простейших устройствах с использованием метода электрогидродинамической аналогии (ЭГДА). Впоследствии предложил пути развития численно-аналитических методов расчётов, в частности с использованием преобразования Лапласа-Карсона для решения обратных задач геофильтрации, а также упрощающие приёмы обработки данных опытно-фильтрационных работ, особенно значимых в сложных гидрогеологических условиях, например в водоносных горизонтах большой мощности с неоднородным строением.
- Гидрогеомеханика. В. М. Шестаков занимался развитием теории упругого режима и обоснованием параметров упругоёмкости, в том числе зависимости её от глубины залегания пород и учётом вязко-пластичного режима на основе модели гетерогенной среды. Им дано теоретическое объяснение явления «псевдосвязи» поверхностных и подземных вод. Разработана модель и создан метод расчёта оплывания песчаных откосов, а также разработана теория участка высачивания потока подземных вод на склоне и в скважине.
- Гидрогеодинамические представления миграции подземных вод — предложил системное изложение процессов геомиграции: перенос — обмен — химическое превращение, а также способ учёта сорбционной ёмкости водовмещающих пород через эффективную пористость; обосновал структуру параметров модели переноса с двойной ёмкостью для условий полевой неоднородности водовмещающих отложений и метод учёта полевой гетерогенности миграционных процессов с помощью данной модели, а также развил теорию макродисперсии применительно к гетерогенно-блоковому и двухслойному строению среды. В. М. Шестаков провёл анализ закономерностей переноса загрязнения в слоистых пластах, создал обобщённую модель Дюпюи с вертикальной компонентой скорости фильтрации, позволяющей рассчитывать вертикальный перенос мигрантов в потоке грунтовых вод слоистого строения, проводил разработку методов интерпретации лабораторных и полевых трасерных экспериментов, разработал методы моделирования контаминации патогенных организмов в подземных водах.
- Геогидрология. В. М. Шестаков впервые в нашей стране сформулировал научное и учебное направление Геогидрология — изучение режима и баланса подземных вод зоны активного водообмена. К этому направлению можно отнести развитые им методы проведения и интерпретации режимных наблюдений в зоне гидрологического режима для изучения взаимосвязи поверхностных и подземных вод, обоснование модели сосредоточенной ёмкости для оценки временной изменчивости ресурсов локальных потоков подземных вод, а также методы расчёта контаминации ПМ в зоне аэрации и подземных водах.
- Прикладная гидрогеология. В. М. Шестаков обосновал систематический порядок решения задач прикладной гидрогеологии, включающий постановку работ по гидрогеологическому обоснованию изучаемых объектов природно-технических систем (ПТС), методику расчётов и необходимое информационное обеспечение, участвовал в разработке методики проведения и интерпретации опытно-фильтрационных работ (ОФР), особенно откачек в безнапорных потоках и у реки (обоснование ложно-стационарного режима), откачек из несовершенных скважин и методы расчёта откачек в сложных условиях с применением численно-аналитических расчётов (ЧАР). Существенное место в прикладных исследования В. М. Шестакова заняла разработка методов расчёта мелиоративного дренажа с учётом реального строения дренируемых массивов.

Яркий и артистичный преподаватель, много лет читал на геологическом факультете МГУ базовый курс лекций «Динамика подземных вод (Гидрогеодинамика)», а также курсы «Гидрогеомеханика», «Геогидрология», «Инженерные сооружения», «Физико-химическая гидрогеодинамика». Вместе с Д. М. Кацом создал оригинальный курс «Мелиоративная гидрогеология», для которого написал учебное пособие.
При проведении научных исследований на геологическом факультете, будучи инженером и блестящим специалистом по теории фильтрации, В. М. Шестаков совершенствовал свои знания в области геологических наук — он стал одним из признанных лидеров отечественной гидрогеологии. За более чем сорокалетний период работы в МГУ В. М. Шестаков был идеологом и научным руководителем многочисленных научно-производственных работ, проводимых геологическим факультетом на территории России, бывших среднеазиатских республик, Белоруссии и Украины. Практическое приложение работ в области мелиоративной гидрогеологии осуществлял на объектах мелиоративного освоения земель в Чуйской впадине Киргизии и в долинах рек южной части Таджикистана.
Под его руководством около 30 человек защитили кандидатские диссертации, 4 потом стали докторами наук.

## Награды и премии
- Почётный геолог СССР (1987)
- Заслуженный профессор МГУ (1997)
- Медаль «В память 850-летия Москвы» (1997),
- Медаль «За заслуги в разведке недр» Министерства геологии СССР,
- Лауреат Театральной премии имени Ролана Быкова «Звезда пленительного счастья» в номинации «легендарные актёры Студенческого театра МГУ первого поколения», которая была вручена в 2008 году в честь 50-летия Студенческого театра МГУ.

## Творчество
Кроме научной деятельности В. М. Шестаков увлекался театром и кино, являлся по существу профессиональным актёром. Он проработал более 20 лет в Студенческом театре МГУ, уже будучи крупным учёным.
Основные роли в театре
- Главная мужская роль в самом первом спектакле Студенческого театра МГУ «Такая любовь», поставленном в 1958 г. Роланом Быковым. В этом спектакле его партнёршей была его будущая жена Ия Саввина.
- Главная роль в спектакле «Хочу быть честным» по пьесе Владимира Войновича, поставленном в 1961 году Марком Захаровым.

В 80-х годах вместе с другими актёрами Студенческого театра он перешёл в театр Марка Розовского «У Никитских ворот». Там он сыграл роль генерала в спектакле «История лошади» (вместе с Андреем Степановым в роли Холстомера и Владимиром Юматовым в роли князя).
Кроме того, В. М. Шестаков играл в спектакле Марка Розовского «Доктор Чехов» в миниатюре «Лебединая песня (Калхас)» по Чехову. В. Шестаков играл актёра Светловидова, А. Степанов — суфлера.
Роли в кино
1. 1967 — Они живут рядом — Лузгин, карьерист-бюрократ
2. 1969 — Дворянское гнездо — мусье Жюль
3. 1970 — Сердце России — Вадим Викторович Руднев, московский городской голова
4. 1970 — Этот правый левый мир (короткометражный) — профессор (главная роль)
5. 1971 — Физика в половине десятого (короткометражный) — физик (главная роль)
6. 1972 — На углу Арбата и улицы Бубулинас — Саша
7. 1972 — Математик и чёрт (короткометражный) — математик (главная роль)
8. 1974 — Ваши права? — писатель Шурупов
9. 1976 — Дни хирурга Мишкина — член комиссии
10. 1979 — Осенняя история — Михаил Семенович, редактор
11. 1981 — Опасный возраст — Семён Ильич Барщевский, зав. кафедрой
12. 1982 — Профессия — следователь (мини-сериал) — сотрудник коллегии адвокатов
13. 1986 — Попутчик — Юрий Иванович Седов
14. 2011 — Ия Саввина. Гремучая смесь с колокольчиком (документальный фильм)